# Claude Brodin
Pour les articles homonymes, voir Brodin.
Claude Brodin, né le 30 juillet 1934 aux Andelys (Eure) et mort le 17 octobre 2014 de la maladie d'Alzheimer aux Andelys, est un escrimeur français maniant l'épée.

## Carrière
Claude Brodin participe à l'épreuve de fleuret par équipe à Rome lors des Jeux olympiques d'été de 1960 mais n'obtient pas de médaille. Il concourt à nouveau cette épreuve à Tokyo lors des Jeux olympiques d'été de 1964 et remporte cette fois-ci la médaille de bronze olympique en compagnie de son frère Jacques Brodin, Claude Bourquard, Yves Dreyfus et Jacques Guittet.

## Distinctions
- Médaille de la jeunesse, des sports et de l'engagement associatif, bronze (1997)